# Erik Santos
Rhoderick Ramos Santos, noto come Erik Santos (Malabon, 10 ottobre 1982), è un cantante e attore filippino.
Nel 2003 ha vinto la trasmissione canora della ABS-CBN Star in a Million. L'anno seguente ha pubblicato il suo primo album.

## Discografia

### Album studio
- 2004 - This Is the Moment
- 2005 - Loving You Now
- 2006 - Your Love
- 2007 - All I Want This Christmas
- 2009 - Erik Santos: The Jim Brickman Songbook
- 2011 - Awit Para Sa'yo
- 2013 - The Erik Santos Collection

### Raccolte
- 2008 - Face Off (con Christian Bautista)

### EP
- 2005 - I'll Never Go